# Cantores Misericordiae
Cantores Misericordiae – chór mieszany a cappella, wykonującym głównie motety religijne kompozytorów epoki renesansu. Jego repertuar obejmuje również elementy chorału gregoriańskiego, a także utwory współczesne i kolędy. Chór regularnie uczestniczy w oprawie mszy świętych w parafii pw. Miłosierdzia Bożego w Ząbkach. Zajmuje się również oprawą uroczystości w parafii.

## Historia
Chór powstał w 1998 roku przy parafii Miłosierdzia Bożego w Ząbkach. Założycielem i pierwszym dyrygentem chóru (do roku 2009) był Sylwester Mulik (1972–2010). Od 2009 roku chór prowadziła Elżbieta Tarasewicz, następnie Jan Pękala. Od 2011 roku opiekę nad chórem objął Zbigniew Szablewski.

## Osiągnięcia

### 2008
- Wyróżnienie oraz nagroda Prezydenta m. st. Warszawy Hanny Gronkiewicz Waltz w Ogólnopolskim konkursie Chórów Caecilianum 2008
- Brązowy Dyplom w kategorii chórów kościelnych w konkursie Ars Liturgica 2008 w Gnieźnie

### 2010
- Laureat II nagrody w XVIII Przeglądzie Kolędowym „Wśród nocnej ciszy” zorganizowanym przez Zarząd Oddziału I Warszawskiego Federacji Caecilianum w kościele Miłosierdzia Bożego na Saskiej Kępie w Warszawie (10 stycznia 2010)
- Oprawa muzyczna uroczystej mszy św. ekumenicznej z udziałem przedstawicieli innych wyznań pod przewodnictwem arcybiskupa Henryka Hosera w parafii Miłosierdzia Bożego w Ząbkach (31 stycznia 2010)